# Chimoio
Chimoio è il capoluogo della Provincia di Manica in Mozambico.

## Storia
Nel 1899 l'amministrazione coloniale portoghese trasferì il capoluogo del distretto dalla vicina Vila Barreto a Chimiala, nome originale della città a cui si ispira l'attuale denominazione della città. La città venne rinominata Mandingos poco dopo. Nel 1916 il nome della città cambiò nuovamente in Vila Pery, in onore del governatore João Pery de Lind. La città fu danneggiata durante la guerra d'indipendenza del Mozambico (nota in portogallo come Guerra coloniale portoghese) nel 1974, e venne ribattezzata Chimoio l'anno seguente, nel 1975.

## Geografia fisica
È la quinta città del Mozambico per dimensioni, con una popolazione di 177 608 abitanti (1997). 
La città si trova lungo l'importante ferrovia che percorre il tragitto da Beira, porto sull'Oceano Indiano e Harare, capitale dello Zimbabwe.
Situata a circa 95 km dal confine con lo Zimbabwe, è una meta importante per gli immigrati Zimbabwiani in cerca di lavoro in Mozambico. Viene descritta come una città dall'atmosfera più zimbabwiana che mozambicana.